# Robert Kurzban
Robert O. Kurzban (* 29. September 1969) ist ein US-amerikanischer Psychologe und Autor. Er war bis 2018 Professor am Department für Psychologie der University of Pennsylvania.

## Leben
Kurzban studierte Psychologie an der Cornell University (B.A., 1991) und an der University of California, Santa Barbara (M.Sc., 1996 und Ph.D., 1998). Nach Postdoc-Positionen an der University of California, Los Angeles, der University of Arizona und dem California Institute of Technology war er zwischen 2002 und 2018 Professor an der University of Pennsylvania.

## Arbeit
Kurzban Forschungsinteressen sind Entscheidungsprozesse, Sozial- und Kulturpsychologie und insbesondere Evolutionspsychologie. Der Fokus seiner Arbeit liegt auf der Natur evolvierter kognitiver Anpassungen des sozialen Lebens. Dazu zählen etwa kooperative Entscheidungsfindung, Bestrafung, Moralität, Beziehungen und Partnerwahl. Kurzban verwendet Methoden der experimentellen Ökonomik und der Kognitionspsychologie.

## Veröffentlichungen (Auswahl)
- mit Jason Weeden: The Hidden Agenda of the Political Mind: How Self-Interest Shapes Our Opinions and Why We Won't Admit it. Princeton University Press, Princeton, New Jersey 2014, ISBN 978-0-691-16111-2.
- Why everyone (else) is a hypocrite : evolution and the modular mind. Princeton University Press, 2010, ISBN 978-0-691-14674-4.
- mit A. Dukes und J. Weeden: Sex, drugs, and moral goals: Reproductive strategies and views about recreational drugs. In: Proceedings of the Royal Society-B. 2010.
- mit P. DeScioli: Mysteries of morality. In: Cognition. 112 (2009), S. 281–299.
- mit C. A. Aktipis: Modularity and the social mind: Are psychologists too self-ish? In: Personality and Social Psychology Review. 11(2), (2007), S. 131–149. (PDF-Datei; 144 kB)
- mit P. DeScioli und E. O’Brien: Audience effects on moralistic punishment. In: Evolution and Human Behavior. 28(2), (2007), S. 75–84. (PDF-Datei; 223 kB)
- mit J. Weeden: Do advertised preferences predict the behavior of speed daters? In: Personal Relationships. 14  (2007), S. 623–632.
- mit H. C. Barrett: Modularity in cognition: Framing the debate. In: Psychological Review. 113(3), (2006), S. 628–647. (PDF-Datei; 144 kB)